# Gotha Go 242
Gotha Go 242 var ett tyskt lastglidflygplan som användes av Luftwaffe.
Reichsluftfahrtministerium (RLM) gjorde under 1940 förfrågningar till den tyska flygindustrin om en ersättare till lastglidflygplanet DFS 230. Tillsammans med DFS arbetade Gotha med konstruktionen av DFS 331, samtidigt arbetade Gothas konstruktör Albert Kalkert med den egna konstruktionen Go 242.
RLM:s krav var att farkosten skulle kunna transportera 20 fullt stridsutrustade soldater eller motsvarande vikt i gods. När flygutprovningen av DFS 331 inleddes 1941 insåg RLM att Go 242 prestanda var överlägsna och man beslöt att avbryta arbetet med DFS 331 till förmån för Gothas förlag. 
Flygplanet tillverkades av en fackverkskonstruktion som kläddes med duk. Vingarna byggdes upp runt träbalkar som försågs med träspryglar, vingframkanten kläddes med formad fanér medan den bakre delen av vingen täckt med spänd duk. Vid flygförsöken med de båda prototyperna 1941 visade det sig att flygegenskaperna var betydligt bättre än föregångaren DFS 230. Med glidtalet 1:16 kunde man teoretiskt glidflyga 16 km med en höjdförlust på 1 000 meter. 
I transportvarianten kunde man lasta skrymmande föremål, RLM:s krav var att farkosten skulle kunna lasta en  Kübelwagen eller motsvarande gods i storlek och vikt. 
Vid starten och transportflygningen bogserades glidaren vanligen av Heinkel He 111 eller Junkers Ju 52, för att kunna överskrida max flygvikt provades olika former av startraketer. Man monterade på fyra stycken 48 kilos Rheinmetall 109-502 raketer i bakkroppen på Go 242. Raketerna tändes samtidigt som bogserflygplanet kom i rörelse för att minska bogserflygplanets motstånd. Man provade ytterligare en variant av raket, Heinkels raketmotor R I-203 dessa hängdes upp under vingarna och tändes när lastglidaren var loss från starbanan, när bränslet var slut fälldes motorerna, och de dalade ner mot marken i en fallskärm för återanvändning.
Totalt tillverkades 1 528 exemplar varav 1 214 stycken vid Gotha. Några av glidflygplanen kom senare att modifieras till den motorförsedda varianten Go 244. 
Få exemplar har överlevt andra världskriget, ett exemplar av en Go 242 C-1 finns på Luftwaffenmuseum der Bundeswehr  i Berlin och ett exemplar på Musée de la Resistance du Vercors i Valance Frankrike.

## Varianter
- Go 242A-1 - första varianten avsedd för godstransport
- Go 242A-2 - första varianten avsedd för persontransport
- Go 242B-1 - avsedd för godstransport och stötdämpande landställ
- Go 242B-2 - B-1 med omkonstruerat landställ
- Go 242B-3 - fallskärmsjägarvariant av B-1 med dubbla aktre dörrar
- Go 242B-4 - fallskärmsjägarvariant med dörrar från B-3 och landställ från B-2
- Go 242B-5 - skolflygplan med dubbla kontroller
- Go 242C-1 - flygplan försett med en undersida utformad för landning på vatten. Typen togs inte i bruk.